# Sächsische Posaunenmission

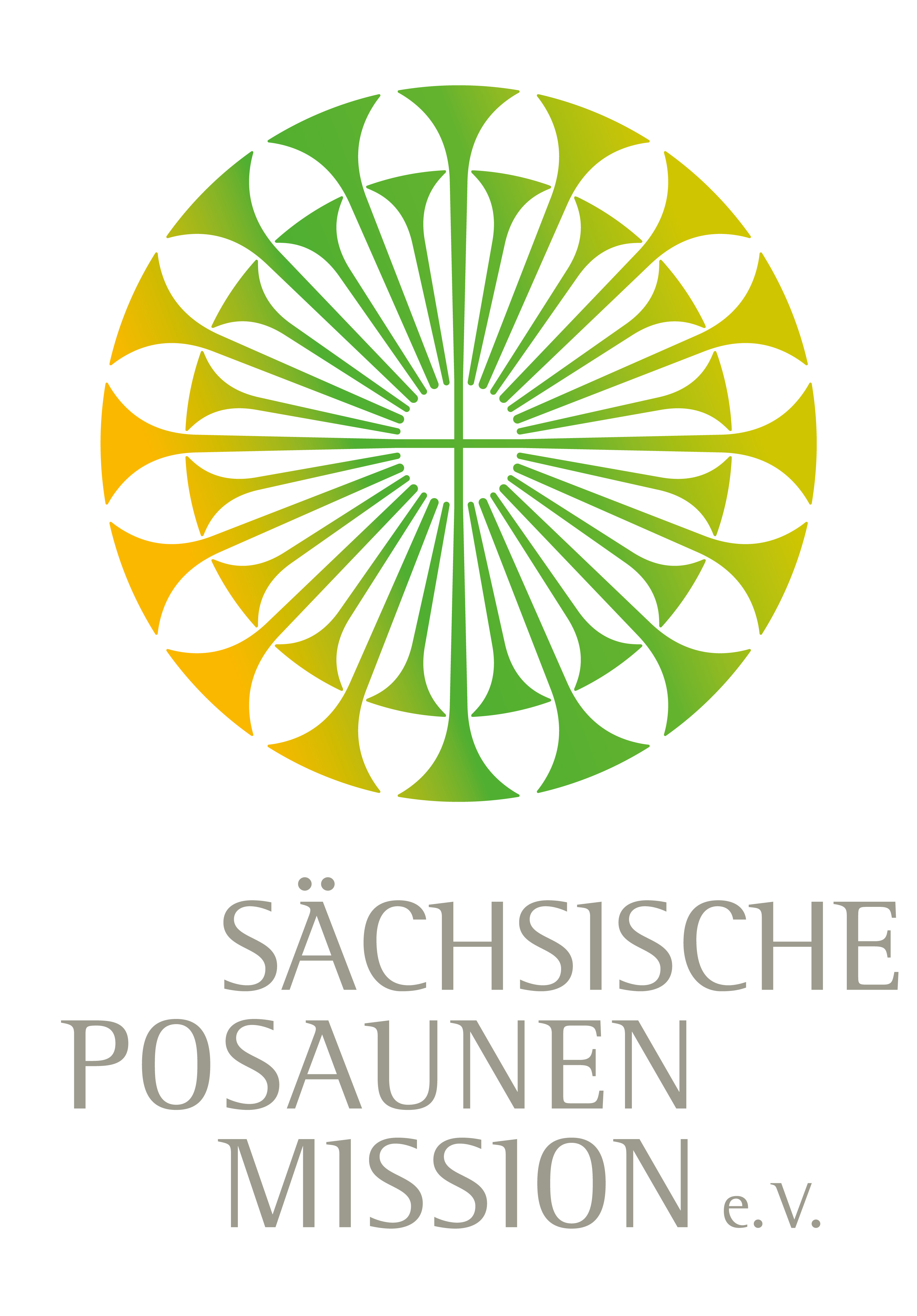
Das Logo der SPM

Die Sächsische Posaunenmission e.V. (SPM) ist der Dachverband aller Posaunenchöre der Ev.-Luth. Landeskirche Sachsens mit Sitz in Dresden. Mit mehr als 6000 Bläserinnen und Bläsern in ca. 450 Posaunenchören ist sie der größte instrumentale Laienmusikverband im Freistaat Sachsen.

## Geschichte
Ende des 19. Jahrhunderts wurde die Posaunenchorarbeit – ausgehend von Westfalen – auch in Sachsen eine Breitenbewegung. Viele Posaunenchöre, deren Instrumentarium sich aber größtenteils aus Vertretern der Bügelhornfamilie (Flügelhorn, Tenorhorn, Bariton und Tuba) zusammensetzte, entstanden in den christlichen Jünglings- und Jungmännervereinen. 1897 wurde der Dachverband gegründet. In diesem Jahr feierten die evangelischen Posaunenchöre in Chemnitz ihr 1. Landesposaunenfest, an dem 14 Chöre mit 93 Bläsern teilnahmen.
Im gleichen Jahr wurde der sächsische Posaunenchorverband in Chemnitz gegründet und von einem Theologen, dem Landesposaunenpfarrer, geleitet. Angegliedert wurde der Verband der Inneren Mission (Diakonie). Damit wird deutlich, dass die Bläserarbeit zunächst nicht als Zweig der Kirchenmusik, sondern als diakonisch-missionarisches Arbeitsfeld verstanden wurde. Neben dem Landesposaunenpfarrer und der Geschäftsstelle gab es ein Reiseensemble, das in den Gemeinden Bläserfeierstunden abhielt und die Gründung von Posaunenchören initiierte und förderte.
Im ersten Drittel des 20. Jahrhunderts prägte Pfarrer Adolf Müller die sächsische Posaunenchorarbeit. In seinen „Posaunenfeierstunden“ schuf er Modelle für die Schriftauslegung durch Lied und Musik. Außerdem erschloss er den Posaunenchören den Zugang zu alter und zeitgenössischer Instrumentalmusik, etwa durch die Herausgabe der Werke von Johann Hermann Schein, Samuel Scheidt, Michael Praetorius, Gottfried Reiche und Johannes Pezelius.
Nach dem tiefen Einschnitt des Zweiten Weltkriegs, der auch manche Posaunenchöre zum Verstummen brachte, gab es viele Neugründungen von Chören. Diese Aufbauphase prägte neben den ehrenamtlichen Landesposaunenpfarrern besonders der Landesgeschäftsführer und spätere Landesposaunenwart Christoph Franke. Im Reisedienst setzte das Landessextett Maßstäbe und betreuten Chorpfleger die Chöre. Auch Mädchen und Frauen fanden Zugang. Das Instrumentarium veränderte sich durch die stärkere Bevorzugung von Trompeten und Posaunen. Originalkompositionen für Posaunenchöre entstanden.
Mehr und mehr arbeiteten die Mitglieder des Landessextetts als Chorpfleger bzw. Posaunenwarte in jeweils einer Region der Landeskirche. Erst Mitte der achtziger Jahre wurde die Reisetätigkeit des Ensembles eingestellt.
Während der Schwerpunkt in der Anfangszeit die Neugründung von Chören war, ging es in der DDR neben Chorbetreuung und Weiterbildung vor allem um Materialbeschaffung – Instrumente, Zubehör, Papierkontingente für Noten usw. So ist die SPM auch Herausgeber von eigenen Noten (zunächst über den Verlag der Landesvereinigung der Inneren Mission, den Verlag Merseburger, die EVA und den DVfM – am Ende der DDR-Zeit auch im Eigenverlag).

## Gegenwart
Nach der Wende und friedlichen Revolution in der DDR wurde die SPM 1991 zum eingetragenen Verein. Hauptamtliche Mitarbeiter sind heute Landesposaunenwarte, Landesgeschäftsführer und Landesposaunenpfarrer. Der Verein ist Mitglied im Evangelischen Posaunendienst in Deutschland (EPiD), im Sächsischen Musikrat und in der Diakonie Sachsen.
Neben den Posaunenchören vor Ort organisiert die SPM auch mehrere Bläserkreise, die vorwiegend regional strukturiert sind. Die Sächsische Posaunenmission war Gastgeber des Deutschen Evangelischen Posaunentages „ohrenblickmal“ 2008 in Leipzig und des zweiten DEPT „Luft nach oben“ 2016 in Dresden. Seit 2015 gibt es einen Landesjugendposaunenchor, bei dem ausgewählte Jugendliche projektweise zusammenkommen.